# Forgáts Mihály
Forgáts Mihály, német és román nyelvű forrásokban Michael Forgats (Brassó, 1563. szeptember 29. – Brassó, 1633. január 16.) brassói polgár, politikus, történetíró.

## Élete
Apja a magyarországi Forgáchoktól származó Forgáts Balázs, anyja Gertrud Rau volt.
1585-ben Petru Cercel havasalföldi fejedelem szolgálatába állt, és március 18-án elkísérte Rozsnyóra. Amikor szülővárosába visszatért, 1596. december 28-án beválasztották a százak tanácsába.
1603 augusztusában a dévai országgyűlés követeként szemtanúja volt Giorgio Basta tábornok kegyetlenségeinek, melyeknek a szászvárosi bíró és két tanácsos áldozatául estek, ő azonban megmenekült.
1611. december 30-án Johann Benknerrel Havasalföldre indult, hogy előkészítsék a békekötést Brassó városa és Radu fejedelem között, innen 1612. január 11-én tértek vissza, a békekötésre január 28-án került sor.
1612. március 12-én Petru Cercel fejedelmet ismét Rozsnyóra kísérte, amikor ez Báthory Gábor ellen vonult; június 4-én két tanácsossal és három százas tanácstag polgárral követségbe ment Báthoryhoz a táborba, hogy közte s a brassóiak közt a békét létrehozza. Miután ez nem sikerült, szeptember 27-én Georg Heltner városkapitánnyal Havasalföldre ment Radu Șerbanhoz. Radu Șerban szövetséget kötött a várossal, de utóbb ezt megszegte. 1613. február 20-án Nagyszebenbe küldték, ahol megkezdte Báthoryval a béketárgyalásokat, és március 14-én a béke megköttetett. Június 8-án Gőtzi Andrással és Hedgyes András tanácsossal Sóvárra ment Báthoryhoz, aki az ebesfalvi tized et adományozta neki. Ugyanabban az évben Báthoryhoz való hűségéért nagy veszélyben forgott Ogli basa török hadvezérnél és a moldvai és havasalföldi fejedelmeknél, ahol követségben járt Johann Benknerrel és Horváth Györggyel, és csak tetemes ajándékok árán szabadult meg.
Amikor Bethlen Gábor Brassóban időzött, Forgáts 1614. április 3-án társaival és nejeikkel egész nap a fejedelem vendége volt.
Négy nejétől tizenegy gyermeke volt, de családja unokáiban kihalt.
Kéziratban maradt német nyelvű írása: Diarium vom Jahr 1383–1631. Mint hitelt érdemlő szemtanú s fontos szereplő személy, 1585-től saját tapasztalásait írta le, ezért fontos elsődleges forrás. Naplójának eredetije Eber Pál Calendariumában 1556-ból maradt fenn és abban az nem az évek, hanem a napok sorrendje szerint van bejegyezve.